# 5분 시네마
《5분 시네마》는 2004년 7월 5일부터 10월 15일까지 iTV에서 월~금요일 오후 10시 45분에 방송되었던 국내 드라마 프로그램이다.
1. ↑  “아이티비 프로개편”. 중부일보. 2004년 7월 2일. 2022년 5월 20일에 확인함.